# 9-1 v.Chr.
De jaren 9-1 v.Chr. (van de christelijke jaartelling) zijn een decennium in de 1e eeuw v.Chr..

## Belangrijke gebeurtenissen

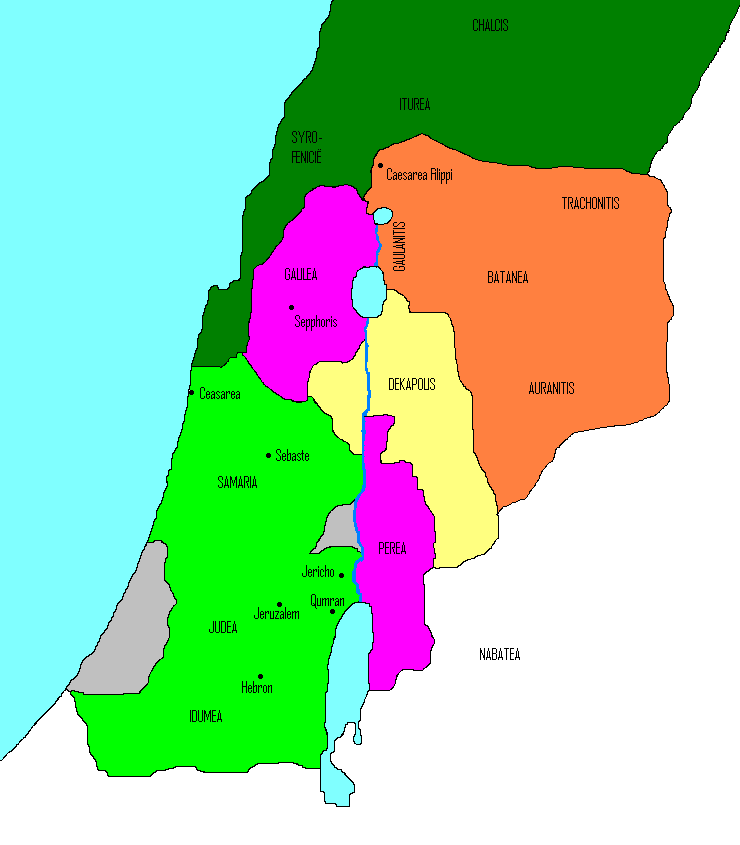
Verdeling van het rijk van Herodes de Grote :
Rijk van Herodes Archelaüs, Judea
Rijk van Herodes Antipas
Rijk van Filippus
Salome I (steden van Jabneh, Azotas, Phaesalis)
Romeinse provincie Syria
Vrijstaat (Dekapolis)

### Romeinse Rijk
- 9 v.Chr.: Pannonia komt voorgoed onder Romeins bewind.
- 7 v.Chr. : Keizer Augustus laat een tweede volkstelling uitvoeren.
- 2 v.Chr. : Keizer Augustus krijgt de titel Pater Patriae.

#### Germanië
- 9-1 v.Chr. : Augustus' veldtochten in Germanië.  Nero Claudius Drusus bezet de linie van de boven-Main en bouwt versterkingen in het Taunusgebergte. Hij valt opnieuw de Marcomanni aan die zich onder Maroboduus terugtrekken naar Bohemen. Nero Claudius Drusus achtervolgt ze tot de Elbe, maar krijgt daar een vreemd visioen, valt van zijn paard en sterft. Tiberius volgt Drusus op. Een jaar later is Ahenobarbus bevelhebber in Germanië.

#### Judea
- 7 v.Chr. : Koning Herodes de Grote laat zijn zonen Alexander en Aristobulus vermoorden.
- 7-6 v.Chr. : Kindermoord van Bethlehem. Volgens het Evangelie volgens Matteüs (Mt 2:16-18) wordt kort daarvoor Jezus Christus geboren.
- 4 v.Chr. : Koning Herodes sterft. Judea wordt opgesplitst. Zijn zoon Herodes Archelaüs krijgt het grootste deel.

## Het jaar nul
- 0 (jaar) : Het jaar nul bestaat niet. Het moment nul is de Geboorte van Jezus en is van cruciaal belang voor de jaartelling. Vanaf dat moment spreekt men van voor Christus en na Christus. Dit nulpunt is destijds, in 525, door een monnik Dionysius Exiguus berekend.

## Belangrijke personen

### Geboren
- 10 v.Chr.: Claudius, Romeins keizer.
- 10 v.Chr.: Herodes Agrippa I, later koning over het Joodse land binnen de Herodiaanse dynastie
- 7 v.Chr.: Johannes de Doper

### Overleden
- 9 v.Chr.: Nero Claudius Drusus, door een ongeluk, op 29-jarige leeftijd.
- 8 v.Chr.: Horatius (voluit Quintus Horatius Flaccus), Romeins dichter.

<< · 9 · 8 · 7 · 6 · 5 · 4 · 3 · 2 · 1 · (0) · >>
<< · 99-90 · 89-80 · 79-70 · 69-60 · 59-50 · 49-40 · 39-30 · 29-20 · 19-10 · 9-1 · >>